# 코크라네 (칠레)
코크라네(스페인어: Cochrane)는 칠레 아이센델헤네랄카를로스이바녜스델캄포 주 카피탄프라트 현의 코무나이다.